# Příběhy starého Izraele
Příběhy starého Izraele je kniha Eduarda Petišky, která byla samostatně vydána v roce 1990.
Ve čtrnácti příbězích předkládá autor starozákonní židovský výklad dějin izraelského národa. Je zachycen od stvoření světa Jahvem (židovskou podobou Hospodina) přes vyvedení Izraelitů z Egypta a stavbu Jeruzalému až po babylonské zajetí Židů.
Již v roce 1967 vyšly tyto příběhy spolu se Starými mezopotámskými bájemi a pověstmi pod názvem Příběhy, na které svítilo slunce (s ilustracemi Karla Teissiga).

V elektronické podobě vyšly všechny příběhy v roce 2013 pod názvem Starověké báje a pověsti.

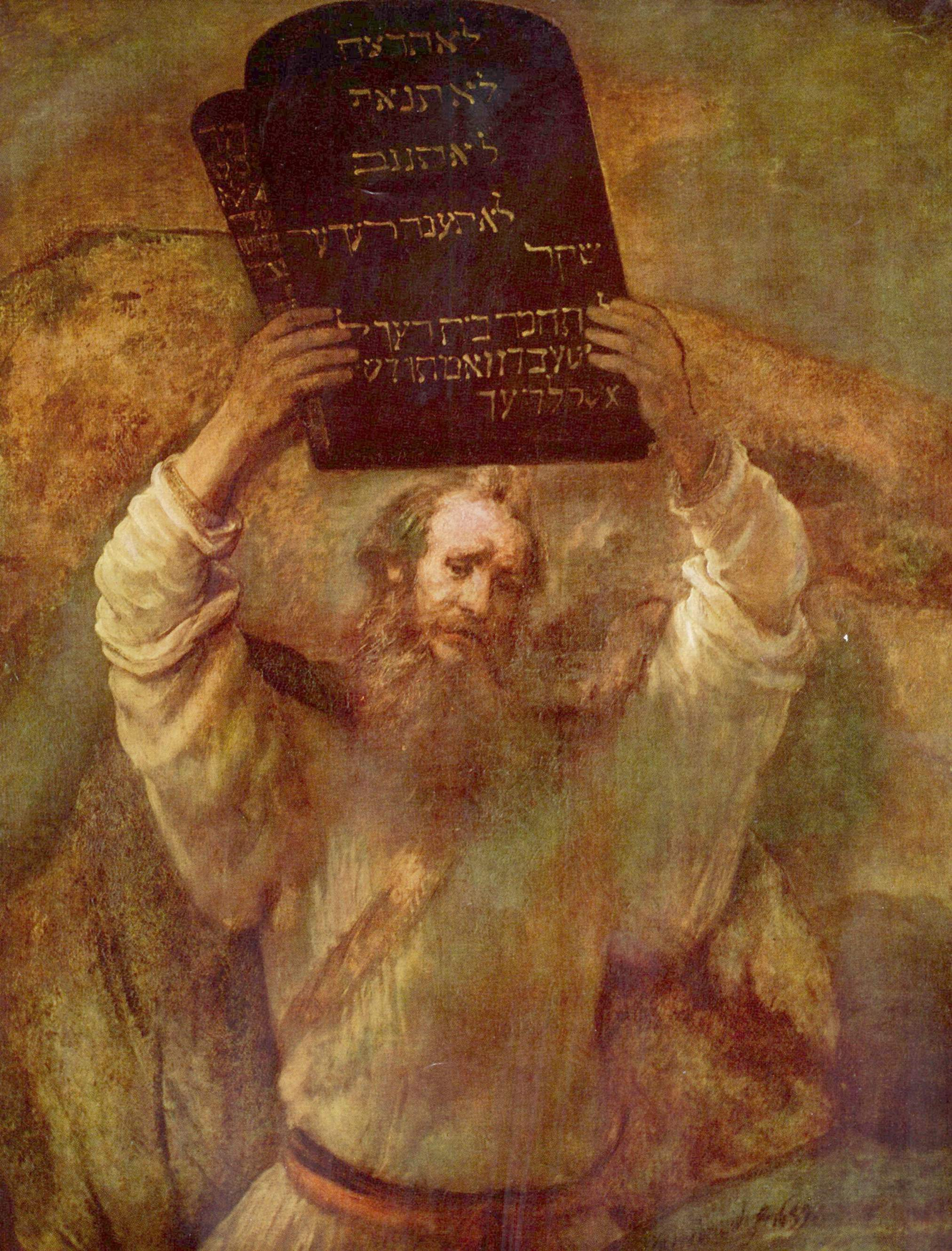
Bez znalosti starých příběhů není možné pochopit vývoj evropského umění a kultury, která je na nich založena. Rembrandtův obraz Mojžíše z r. 1659

## Obsah
Obsah příběhů starého Izraele je následující:
- První příběh o tom, jak vznikl podle Izraelců svět a všechny jeho divy a kterak první lidé dostali darem ráj a jak ho pozbyli.
- Druhý příběh, v němž poprvé člověk zabije člověka a přijme za to trest.
- Třetí příběh o nesmírné potopě světa, o Noemovi a jeho arše.
- Čtvrtý příběh o stavbě obrovské babylónské věže a o zmatení jazyků.
- Pátý příběh vypráví o podivuhodném životě Abrahámově a o jeho synu Izákovi.
- Šestý příběh o osudu města Sodomy, o otci Lotovi, jeho dcerách a o smutném moři, kterému se říká Mrtvé moře.
- Sedmý příběh vypráví o Josefovi a jeho bratrech.
- Osmý příběh o Mojžíšovi, egyptských ranách a dlouhé strastiplné cestě do země zaslíbené.
- Devátý příběh vypráví o největším izraelském siláku Samsonovi.
- Desátý příběh o Saulovi, který hledal oslice, a nalezl království, a o životě slavného izraelského krále Davida.
- Jedenáctý příběh vypráví o moudrosti izraelského krále Šalomouna, o stavbě jeruzalémského chrámu a o králi duchů Asmodeovi.
- Dvanáctý příběh o Jonášovi, který prchal před rozkazem boha Jahva, byl pohlcen ohromnou rybou a kázal v městě Ninive.
- Třináctý příběh vypráví o statečné dívce Judit, která se vydala zachránit své krajany před mocným nepřítelem.
- Čtrnáctý příběh o smutném konci města Jeruzaléma, o proroku Jeremiášovi, o babylónském zajetí, králi Nabukadnesarovi a proroku Danielovi.